# Web Coverage Service
Il Web Coverage Service (WCS) è uno standard Open Geospatial Consortium che definisce un'interfaccia per lo scambio dei dati geospaziali sul web. WCS fornisce i dati disponibili insieme alle loro descrizioni dettagliate; permette richieste complesse per questi dati e restituisce i dati con relativa semantica di origine (anziché le immagini) in modo da essere interpretato, estrapolato, ecc.  e non solo disegnato. Questo servizio è l'alternativa al Web Feature Service (WFS), che restituisce i dati vettoriali, e al Web Map Service (WMS) che produce una immagine digitale.
WCS fornisce tre funzioni: GetCapabilities, GetCoverage e DescribeCoverage.

## GetCapabilities
Il funzionamento di GetCapabilities restituisce un documento XML che descrive il servizio e le descrizioni sommarie delle raccolte di dati da cui i client possono chiedere i contenuti. I client generalmente lanciano GetCapabilities e memorizzano il relativo risultato per l'uso durante una sessione, o riutilizzarla per le sessioni multiple. Se GetCapabilities non può restituire le descrizioni dei relativi dati disponibili, sono usate le informazioni da una fonte separata del catalogo di immagine.

## GetCoverage
Il servizio di GetCoverage di WCS è utilizzato normalmente dopo GetCapabilities e le risposte di DescribeCoverage che hanno definito se le richieste sono permesse e che dati sono disponibili. Il funzionamento di GetCoverage restituisce un riempimento (cioè valori o proprietà di un insieme delle posizioni geografiche), impacchettato in una disposizione ben nota di formato. La relative sintassi e semantica sopportano una certa rassomiglianza alle richieste di WMS GetMap e di WFS GetFeature, ma parecchie estensioni supportano la restituzione e la ricerca di immagini invece che mappe statiche e feature discrete.

## DescribeCoverage
Il funzionamento di DescribeCoverage restituisce  ai client una descrizione completa di uno o più riempimenti serviti da un server particolare di WCS. Il server risponde con un documento di XML che ampiamente descrive i riempimenti identificati.